# Солтон
Солто́н — село в Алтайском крае, административный центр Солтонского района.

## Общие сведения
Красивое название Солтон носит село в Алтайском крае. Это село является центром муниципального образования Солтонского района. Расположено оно на реках Солтонка и Шаландайка в 260 км к югу Барнаула. Основан Солтон в 1782 году в основном переселенцами и ссыльными. На сегодняшний день этот живописный уголок Алтая насчитывает 2590 жителей.
Если посмотреть на карту Солтона, то можно увидеть, что эта местность сочетает в себе богатства полей, лесов и рек.
Солтонский район является сельскохозяйственным и животноводческим, в котором перечень компаний Солтона насчитывает более 6 фирм и предприятий занимающихся развитием племенного животноводства, а также развитием элитного семеноводства. Также в широкий перечень компаний Солтона, занимающихся добычей каменного угля, несомненно входит лидер в данной области — Мунайский угольный разрез, без которого реестр предприятий Солтона будет не полным. Он обеспечивает топливом 14 районов Алтайского края. Как сообщают жёлтые страницы Солтона, деятельность большинства солтонских предприятий имеет молоко-сырное и пчеловодческое направление. Солтонские организации такие как: Термит, ТОО (хлеб) довольно успешно занимаются оптовой продажей своей продукции по всему Алтайскому краю.
Каталог фирм Солтона насчитывает довольно большое и разнообразное направление деятельности компаний, а именно: авто, транспорт, бизнес торговля, жильё, медицина, отдых и развлечения, строительство, мобильная и компьютерная техника и т. д.
Справочник организаций Солтона внесена полная информация о расчётно-кассовом центре Солтона и его банках. Также в список учреждений Солтона внесены такие организации как: Солтонское, ТОО, Солтонское, ООО, Караганское, ТОО, Карабинское, ТОО, Макарьевское, ТОО, Негинское ЗАО. Кроме того, жёлтые страницы Солтона — это 15 информационных организаций (газеты, справочники, электронный интернет, и т.д).
Солтонский район богат чернозёмом, лесными почвами, выщелочными, а также месторождениями бурого угля, что позволяет достаточно эффективно развивать основные отрасли сельскохозяйственного и промышленного секторов Солтонского района.

## Население
| 1926  | 1959  | 1970  | 1979  | 1989  | 1997  | 1998  |
| ----- | ----- | ----- | ----- | ----- | ----- | ----- |
| 2487  | ↗3025 | ↘2946 | ↗3195 | ↗3449 | ↘3306 | ↗3434 |
| 1999  | 2000  | 2001  | 2002  | 2003  | 2004  | 2005  |
| ↗3443 | ↘3316 | ↘3234 | ↘3141 | ↘3088 | ↘3066 | ↘3065 |
| 2006  | 2007  | 2008  | 2009  | 2010  | 2011  | 2012  |
| ↗3115 | ↘3042 | ↘2994 | ↘2893 | ↘2770 | ↘2758 | ↘2659 |
| 2013  |       |       |       |       |       |       |
| ↘2591 |       |       |       |       |       |       |

## Инфраструктура
В селе находятся пчеловодческий комплекс «Нектарный», перерабатывающие предприятия, образовательная школа, библиотеки, музыкальная школа, стадион, спортзал, кинотеатр, районный дом культуры, районная больница.
В селе расположены магазины торговых сетей «Аникс» и «Мария-Ра».
Сотовая связь предоставляется операторами Мегафон, Билайн и МТС.
В позднесоветское время имелся аэропорт, принимавший самолёты Ан-2.

## Улицы
| - ул. 40 лет Победы - ул. 70 лет Октября - ул. Бийская - ул. Веселый Клин - ул. Взлетная - ул. Гагарина - 'ул. Д.Бедного - ул. Демьяна Бедного"7li> - ул. Заводская - ул. Западная - ул. Заречная - ул. Зеленая - ул. Иванова - Короткий пер - ул. Ленина | - Лесной пер - ул. Луговая - ул. Льнозаводская - 'ул. М.Горького - ул. Максима Горького - ул. Механизаторов - ул. Молодежная - ул. Набережная - ул. Нагорная - ул. Новая - ул. Октябрьская - ул. Первомайская - ул. Подгорная - ул. Пролетарская - Прямой пер | - Ручейный пер - ул. Садовая - ул. Советская - ул. Совхозная - ул. Строителей - ул. Топольная - ул. Урожайная - ул. Энергетиков - ул. Южная |